# Регионален DVD код
Регионален код за защита на DVD дискове (на английски: Regional Protection Code, RPC) e Digital Rights Management техника за ограничаване на правата за достъп до файловете на оптичните дискове.

## Регионални кодове и Държави
| Регионален код | Държава |
| -------------- | --- |
| 0              | Неформална термин, означаващ „целия свят“. Регион 0 не е официален настройка; дискове, които носят региона символ 0 или не набор флаг или има региони 1 – 6 флаговете. Регион 0 е често по-нататък „регион, свободен“, особено, когато говорим за DVD и Blu-Ray дискове плеъри. |
| 1              | САЩ, Канада, Бермуда, САЩ териториите |
| 2              | Европа (с изключение на Русия, Украйна и Беларус), Близкия изток, Египет, Япония, Южна Африка, Свазиленд, Лесото, Гренландия, френските отвъдморски департаменти и територии |
| 3              | Югоизточна Азия, Южна Корея, Тайван, Хонг Конг, Макао |
| 4              | Южна Америка, Централна Америка, Карибите, Мексико, Нова Зеландия, Австралия, Папуа-Нова Гвинея и голяма част от Океания |
| 5              | Бангладеш, Индия, Непал, Афганистан, Шри Ланка, Украйна, Беларус, Русия Пакистан, Африка (с изключение на Египет, Южна Африка, Свазиленд и Лесото), централен и [[[Южна Азия]], Монголия, Северна Корея                                                                         |
| 6              | Китай |
| 7              | Резервиран за бъдеща употреба, MPAA, свързани с DVD-та и „Медии“ копия на предварително изпускания в Азия |
| 8              | Международни събития, като например самолет, круизен кораб ите и т.н. |
| ALL            | Регион всички дискове имат всички осем определени флагове, което позволява на диска да се гледа на всяко място, за всеки плеър. |

DVD-та, продадени в балтийските държави използва както регион 2 и 5 кодове.
Регион 0 (възпроизвеждат във всички региони с изключение на 7 и 8) е широко използван от Китай и Филипините. DVD-та в Hispanophone Латинска Америка използването както на региона едно и региона 4 кодове. Повечето DVD-та в Индия комбинирате региона 2, региона 4, 5 и региона кодове; индийските Дисни дискове съдържат само три региона код.
Европейския регион 2 DVD-та може да бъде възложена на кодирани D1 до D4. D1 на Великобритания само за пресата, D2 и D3 не се продават в Обединеното кралство и Ирландия; D4 се разпространяват в цяла Европа.
Всяка комбинация от региони може да се прилага един диск. Например, DVD определен регион 2/4 е подходящ за възпроизвеждане в Западна Европа, Океания, както и всяка друга област или регион 2 4 района. Така наречените „Регион 0“ и „всички“ дискове са предназначени да се играе по целия свят.
Терминът „Регион 0“, описва също и DVD плеъри, проектирани или модифицирани да инкорпорират регионите 1 – 6, като по този начин осигурява съвместимост с повечето дискове, независимо от региона. Това очевидно решение е популярна в първите дни на DVD формат, но студия бързо отговори чрез коригиране дискове да откаже да играе в подобни машини. Тази система е известна като „регионално кодиране Enhancement“.  На свой ред, Регион без играчи имат всички осем определени знамена, подобни на регион Всички DVD-та. В много от тях включват от група паузи, за да пропуснете повтарящи менюта или обходен статични изображения.